# La bohème (film 1916)
La bohème (La vie de bohème) (conosciuto anche con il titolo La bohème) è un film muto del 1916 diretto da Albert Capellani.
È una delle numerose versioni di La bohème, musicata anche da Giacomo Puccini. Tra gli attori che si cimenteranno nel corso degli anni con la vicenda di Mimi e Rodolfo, vanno ricordati Lillian Gish, John Gilbert, Douglas Fairbanks jr, Louis Jourdan.

## Trama
Mimi è un'orfana che, per vivere, deve fare la servetta. Incontra Rodolfo di cui si innamora, ricambiata. Ma tutto sembra congiurare contro di loro. Lo zio di Rodolfo vuole che il nipote sposi un'amica di famiglia: scrive, allora, una lettera a Mimi, accusandola di rovinare la vita di Rodolfo e la incita a lasciarlo. Musetta e Marcello, amici di Mimi, le presentano degli altri uomini, cosa che provoca la gelosia di Rodolfo, che, per questo, la lascia. La ragazza cade ammalata e cerca di suicidarsi, gettandosi nel fiume. Ma viene salvata e portata in ospedale. Rendendosi conto che le resta poco da vivere, riesce a ritornare nella casa dove ha vissuto una breve stagione felice con il suo amore. Là, trova anche Rodolfo e muore tra le sue braccia, confortata dal suo amore.

## Produzione
Il film fu prodotto dalla Paragon Films con il titolo di lavorazione The Bohemians o La Bohème.

## Distribuzione
Distribuito dalla World Film e presentato da William A. Brady, il film uscì nelle sale USA il 19 giugno 1916. 

### Date di uscita
IMDb
- USA	19 giugno 1916
- Francia	     4 gennaio 1918

Alias
- La Bohème	Francia (titolo breve)
- Mimi  	USA (titolo di lavorazione)
- The Bohemians	USA (titolo di lavorazione)

## Differenti versioni
Da Scene della vita di Bohème sono stati tratti varie versioni cinematografiche:
- La Vie de bohème (o La bohème), regia di Albert Capellani (1916)
- La Bohème (La Vie de bohème), regia di Marcel L'Herbier.
- Vita da bohème (La Vie de bohème), regia di Aki Kaurismäki (1992)